# Isabelle Désert
Isabelle Désert ou Désert-Ballarini, née le 31 juillet 1962 à Morlaix, est une ancienne internationale française de basket-ball.

## Clubs
- - :  Morlaix
- - :  INSEP
- - :  Paris

## Palmarès

### Sélection nationale
Championnat d'Europe
- 8e du Championnat d'Europe 1987,  Espagne
- 8e du Championnat d'Europe 1985,  Italie

Championnat d'Europe junior
- Médaille d'argent du Championnat d'Europe de basket-ball féminin des 18 ans et moins 1981

Autres
- Début en Équipe de France le 27 juillet 1979 à Vilnius contre la Yougoslavie
- Dernière sélection le 11 septembre 1987 à Cadix contre la Suède